# Główczyn-Towarzystwo
Główczyn-Towarzystwo (prononciation : [ˈɡwuft͡ʂɨn tɔvaˈʐɨstfɔ]) est un village polonais de la gmina de Mogielnica dans le powiat de Grójec de la voïvodie de Mazovie dans le centre-est de la Pologne.

## Histoire
De 1975 à 1998, le village appartenait administrativement à la voïvodie de Radom.